# Emanuelle Araújo
Emanuelle Araújo (n. Salvador, Bahía el 21 de julio de 1976). es una actriz y cantante brasileña.

## Telenovelas
| Año  | Título                | Personaje          | canal      |
| ---- | --------------------- | ------------------ | ---------- |
| 2002 | Os Anjos de Onde Vem? | Carla              | TVE Bahia  |
| 2007 | Pé na Jaca            | Clotilda Rodrigues | Rede Globo |
| 2008 | La favorita           | Mannu              | Rede Globo |
| 2009 | Três Irmãs            | Soninha Rainha     | Rede Globo |
| 2009 | Cuna de gato          | Heloísa            | Rede Globo |
| 2011 | Cuento encantado      | Florinda Alfredo   | Rede Globo |
| 2012 | Gabriela              | Teodora            | Rede Globo |
| 2014 | Malhação              | Dandara            | Rede Globo |
| 2016 | E Aí... Comeu?        | Leila              | Multishow  |
| 2016 | A Lei do Amor         | Yara               | Rede Globo |

## Discografía

### Álbuns
- 2008 - Hoje a Noite
- 2009 - Moinho - Ao Vivo

### DVD
- 2009 - Moinho - Ao Vivo

### Sencillos
- 2008 - Esnoba
- 2008 - Ela Briga Comigo
- 2008 - Hoje a Noite
- 2008 - Na Lapa
- 2008 - Ive Brussel